# Jennifer Saunders
Jennifer Jane Saunders (Sleaford (Lincolnshire), 6 juli 1958) is een Britse comédienne, actrice en comedyschrijfster. Ze is het bekendst door haar rol als Edina Monsoon in de Britse sitcom Absolutely Fabulous en als de stem van de Fairy Godmother in de film Shrek 2.

## Carrière
Saunders volgde een opleiding aan de Central School of Speech and Drama in Londen. Daar ontmoette ze Dawn French en na hun afstuderen speelden ze in het festival-, cabaret- en stand-upcomedycircuit. Hun carrière begon in The Comedy Store in Londen, waar ze Rik Mayall, Nigel Planer, Alexei Sayle, Peter Richardson en Adrian Edmondson ontmoetten. Peter Richardson opende een eigen club, The Comic Strip, waar de groep regelmatig optrad. Het collectief zou uitgroeien tot de meest toonaangevende cabaretiers van hun generatie.
In 1982 verscheen Saunders met de hele groep op televisie in de serie The Comic Strip Presents… In deze serie maakten ze vooral persiflages op bekende genres en wat bekend kwam te staan als ‘alternative comedy’. De serie won een Gouden Roos op het festival van Montreux. De deelname van zowel Saunders als French was een belangrijke factor in het succes van de serie, omdat de Britse comedy tot dan toe was overheerst door mannen (bijvoorbeeld Monty Python) en de weinige vrouwelijke rollen waren doorgaans secundair (bijvoorbeeld in Fawlty Towers). Saunders en French doorbraken dat patroon.
Daarop volgden twee andere series: Girls on Top en Happy Families die Saunders (mede)schreef en waar ze zelf in speelde. In beide series speelde ook Dawn French. Vanaf 1987 werden ze op televisie een officieel duo toen ze samen de goed bekeken sketch show French and Saunders gingen maken, die door critici werd gewaardeerd en omschreven als vernieuwend. De serie was in zoverre innovatief dat het programma de vrouwelijke ervaring en de representatie van vrouwen in de media centraal stelden, zonder zich specifiek tot een vrouwelijk publiek te richten.
Saunders kreeg internationale bekendheid door haar comedy Absolutely Fabulous, die ze bedacht, schreef en waar ze als Edina Monsoon in meespeelde. Voor deze serie kreeg ze een BAFTA Award voor Beste Comedy, een Writers Guild of Great Britain Award en twee Emmy Awards.
Ze had ook gastrollen in Roseanne en Friends en speelde onder meer in de film Spice World van de Spice Girls.
In 2001 weigerde ze samen met comedy-partner Dawn French een Order of the British Empire, het Britse equivalent van een lintje.
In 2003 stond ze op een lijst van The Observer als een van de vijftig grappigste acts in Engelse comedy. In 2004 sprak ze de stem in van de Fairy Godmother in Shrek 2.
Saunders is sinds 11 mei 1985 getrouwd met Adrian Edmondson, vroeger ook lid van The Comic Strip, ze hebben samen drie dochters: Ella (1986), Beatrice (1987) en Freya (1990) en twee kleinkinderen.
In juli 2007 kregen Saunders en Edmondson beiden een eredoctoraat van de Universiteit van Exeter.
In juli 2010 werd bekendgemaakt dat ze, na succesvolle behandelingen, aan het revalideren is van borstkanker.
In 2016 kwam de film Absolutely Fabulous: The Movie uit, een vervolg op de gelijknamige serie. Ook hier had ze het script voor geschreven en schitterde ze weer als Edina Monsoon.

## Scenario’s
- 1982 The Comic Strip Presents… (Slags & Consuela)
- 1985 Girls On Top
- 1987 French and Saunders (met Dawn French)
- 1992 - 2004 Absolutely Fabulous
- 1996 Roseanne (Satan, Darling)
- 2000 Mirrorball
- 2006 Jam and Jerusalem (met Abigail Wilson)
- 2007 The Life and Times of Vivienne Vyle (met Tanya Byron)

- Bibsys: 90904702
- Biblioteca Nacional de España: XX4887588
- Bibliothèque nationale de France: cb14066741x (data)
- Catàleg d'autoritats de noms i títols de Catalunya: 981058516285106706
- Gemeinsame Normdatei: 172738814
- International Standard Name Identifier: 0000 0000 7729 6074
- Library of Congress Control Number: n93086932
- MusicBrainz: febb3c96-8477-48fb-acbf-23fa5f317248
- Nationale Bibliotheek van Tsjechië: xx0305704
- Nationale Bibliotheek van Israël: 987007426379105171
- Nationale Bibliotheek van Polen: a0000002721358
- Nederlandse Thesaurus van Auteursnamen: 135796040
- Système universitaire de documentation: 075968819
- Virtual International Authority File: 5137350
- WorldCat: E39PBJx8yhh6Vkm8pqJdTWb68C